# Antônio Dino
Antônio Jorge Dino (Cururupu, 23 de maio de 1913 – São Luís, 18 de junho de 1976) foi um médico, professor, filântropo e político brasileiro. Ele foi deputado federal (1955–1963), deputado estadual (1963–1966), vice-governador (1966–1970) e governador do Maranhão (1970–1971).

## Biografia
Nascido no município maranhense de Cururupu, foi o único filho de Jorge, imigrante libanês e de Vicência, cearense vítima do flagelo da seca de 1877. Na sua cidade natal, estudou o primário e concluiu o curso de marceneiro, tendo se mudado para São Luís para cursar o Ginásio no colégio Ateneu Teixeira Mendes.
Contrariando seu pai, decidiu deixar o Maranhão para estudar Medicina no Rio de Janeiro, onde foi aluno da Faculdade Nacional de Medicina. No período, tornou-se interno da Beneficência Espanhola, onde permaneceu até sua formatura.
Nos anos 50, ele fundou a Associação Maranhense, para não deixar as raízes da terra, reunindo a colônia maranhense residente no Rio de Janeiro, que contava com assistência médica, alimentação e até hospedagem. A associação funcionava na própria casa de Antônio Dino.

### Carreira política
Após o casamento, iniciou sua carreira política, sendo eleito para o cargo de Deputado Federal pelo PSD no ano de 1954. Foi reeleito na eleição seguinte, em 1958.
Por motivo de doença, retornou a São Luís e elegeu-se deputado Estadual em 1962.
Foi indicado pelo partido para concorrer ao governo do estado como vice-governador da chapa de José Sarney. Após a renúncia de José Sarney para concorrer ao senado, assumiu o governo por 11 meses.
Após sair do governo, abandonou a política para dedicar-se à Medicina.

### Filantropia e medicina
Durante toda sua carreira como médico, dedicou-se à filantropia, atendendo pacientes carentes, tanto no Rio de Janeiro, onde foi diretor vitalício do Hospital Alan Kardec, como em São Luís, na Santa Casa de Misericórdia e em seu consultório particular.
Antônio Dino foi professor titular da cadeira de Cirurgia II, na Universidade Federal do Maranhão, e membro da Academia Maranhense de Medicina.
Destacou-se nacionalmente na luta contra o câncer no estado do Maranhão e na história da cancerologia no Brasil a partir de 1965, quando assumiu a presidência da Liga Maranhense de Combate ao Câncer, enquanto sua esposa Enide Dino, assumia a presidência da Rede Feminina de Combate ao Câncer.
O Hospital Aldenora Bello, inaugurado no governo Newton Bello tinha apenas um consultório, um aparelho de Raio-X precário e uma sala para as voluntárias. Antônio Dino, junto com Enide Dino e muitos amigos colaboradores, promoveram campanhas e promoções destinadas à ampliação do Hospital, com a construção de um centro cirúrgico e demais dependências e a importação de uma Bomba de Cobalto, utilizada no tratamento de radioterapia, completando assim o ciclo de tratamento: cirúrgico, quimio e radioterápico.
Em 1976, Antônio Jorge Dino falece decorrente de problemas cardíacos.

## Fundação Antônio Dino
Nove meses após sua morte, é criada a Fundação Antônio Dino, que surgiu após a junção da Liga Maranhense e da Rede Feminina de Combate ao Câncer para dar continuidade ao seu legado. A entidade é presidida por Enide Moreira Lima Jorge Dino até os dias atuais.
Além do Hospital do Câncer Aldenora Bello (HCAB), referência no tratamento de câncer no estado, a Fundação mantém um Núcleo de Voluntárias, duas casas de apoio (Erosilda Mota e Criança Feliz) para pacientes carentes, um Centro de Estudos do Câncer e um Centro de Capacitação de Recursos. 

## Desempenho eleitoral
- Em 1954, foi eleito deputado federal pelo Partido Social Democrático (PSD).
- Em 1958, foi reeleito deputado federal pelo Partido Social Democrático (PSD).
- Em 1962, foi eleito deputado estadual pelo Partido Social Progressista (PSP).
- Em 1965, foi eleito vice-governador do Maranhão na chapa encabeçada por José Sarney (UDN).
- Em 1970, assumiu o mandato de governador do Maranhão, após a renúncia de José Sarney para concorrer ao senado naquele ano sendo eleito.

## Cronologia
- 23 de maio de 1913 - Nasce no município maranhense de Cururupu, filho de Jorge Antônio Dino, imigrante libanês, e de Vicência Faria Dino, cearense marcada pela grande seca de 1877. Era filho único.[5]
- Anos 1920 - Estuda o curso primário em Cururupu, onde também se forma como marceneiro. Posteriormente muda-se para São Luís para cursar o Ginásio no Liceu Maranhense e no colégio Ateneu Teixeira Mendes.
- 1934 - Deixa o Maranhão contra a vontade do pai e vai ao Rio de Janeiro para estudar Medicina. Ingressa na Faculdade Nacional de Medicina, onde atua como interno na Beneficência Espanhola até a formatura.
- 1940 - Forma-se em Medicina e inicia sua atuação clínica no Rio de Janeiro. Passa a atender em consultório próprio e se destaca pela dedicação a pacientes carentes.
- Início dos anos 1950 - Funda a Associação Maranhense, com sede em sua própria casa, para atender a maranhenses no Rio de Janeiro. A entidade oferece assistência médica, alimentação, hospedagem e apoio a estudantes e migrantes do Maranhão.[6]
- 16 de março de 1953 - Casa-se em São Luís com Enide Moreira Lima, com quem teve oito filhos. Sua esposa viria a se tornar uma referência no trabalho voluntário em saúde e combate ao câncer.
- 3 de outubro de 1954 - É eleito deputado federal pelo Partido Social Democrático (PSD) com base eleitoral no Maranhão. Assume o mandato em fevereiro de 1955.
- 1955–1959 - Atua na Câmara dos Deputados, com destaque para temas relacionados à saúde, previdência e desenvolvimento regional. Afasta-se por motivos de saúde em algumas ocasiões.
- 1958 - Reelege-se deputado federal pelo PSD, permanecendo no cargo até 1963. Participa de comissões como a de Valorização Econômica da Amazônia e realiza visitas técnicas ao Maranhão e Pará.
- 1962 - Retorna ao Maranhão por motivo de saúde e é eleito deputado estadual pelo Partido Social Progressista (PSP). Passa a integrar o cenário político estadual.
- 1965 - É eleito vice-governador do Maranhão na chapa encabeçada por José Sarney, então candidato ao governo estadual pela União Democrática Nacional (UDN). O pleito foi o último com voto direto antes do endurecimento do regime militar.
- 14 de maio de 1970 - Assume o governo do Maranhão com a renúncia de Sarney, que se candidata ao Senado. Permanece no cargo de governador por 11 meses, encerrando o mandato em março de 1971.
- 1971 - Decide deixar a vida política e retorna integralmente à Medicina e à atividade filantrópica. Reassume atendimento em seu consultório e na Santa Casa de Misericórdia de São Luís.
- Década de 1970 - Atua como diretor vitalício do Hospital Espírita Alan Kardec, no Rio de Janeiro, além de ser professor titular da cadeira de Cirurgia II da Universidade Federal do Maranhão (UFMA) e membro da Academia Maranhense de Medicina.
- 1965 em diante - Assume a presidência da Liga Maranhense de Combate ao Câncer, fortalecendo a estrutura do Hospital Aldenora Bello, até então precária. Ao lado de sua esposa, Enide Dino, desenvolve campanhas de arrecadação, amplia o hospital com centro cirúrgico e instala a primeira bomba de cobalto no Maranhão, essencial para a radioterapia.
- Março de 1976 - A bomba de cobalto é instalada no Hospital Aldenora Bello, marco do combate ao câncer no estado. O ciclo de tratamento completo (cirúrgico, quimioterápico e radioterápico) passa a ser oferecido.
- 18 de junho de 1976 - Antônio Jorge Dino falece em São Luís, aos 63 anos, em decorrência de problemas cardíacos. A morte causa comoção pública no estado.[1]
- Março de 1977 - É criada a Fundação Antônio Dino, resultado da união da Liga Maranhense e da Rede Feminina de Combate ao Câncer, com o objetivo de preservar seu legado. Enide Dino assume a presidência da entidade.[7]
- Anos seguintes - A Fundação passa a gerenciar o Hospital Aldenora Bello, amplia as atividades assistenciais com a criação de casas de apoio (Erosilda Mota e Criança Feliz), institui o Núcleo de Voluntárias, cria o Centro de Estudos do Câncer e um Centro de Capacitação em Saúde.
- Atualidade - A Fundação Antônio Dino é referência nacional no tratamento do câncer, com milhares de atendimentos por ano e protagonismo em campanhas de prevenção e capacitação oncológica no Maranhão.[7]